# Andreas Hirtlreiter
Andreas Hirtlreiter (* 22. März 2003 in Rosenheim) ist ein deutscher Fußballspieler.

## Karriere
Nach seinen Anfängen in der Jugend des TSV 1860 München wechselte Hirtlreiter im Sommer 2020 in die Jugendabteilung der SpVgg Unterhaching. Nach 17 Spielen in der A-Junioren-Bundesliga, bei denen ihm vier Tore gelangen, wurde er im Sommer 2021 in den Kader der ersten Mannschaft in der Regionalliga Bayern aufgenommen. Da er dort allerdings zu keinem Einsatz kam, wurde er Ende Januar 2023 ligaintern zum TSV Buchbach verliehen. Nach seiner Rückkehr und nachdem sein Verein in die 3. Liga aufgestiegen war, kam er dort auch zu seinem Profidebüt, als er am 2. September 2023, dem 5. Spieltag, beim torlosen Auswärtsunentschieden gegen den SC Verl in der 90. Spielminute für Patrick Hobsch eingewechselt wurde.
Zur Saison 2024/25 wechselt Hirtlreiter zum TSV Buchbach, wo er bereits als Leihspieler zum Einsatz kam.